# Metelkova

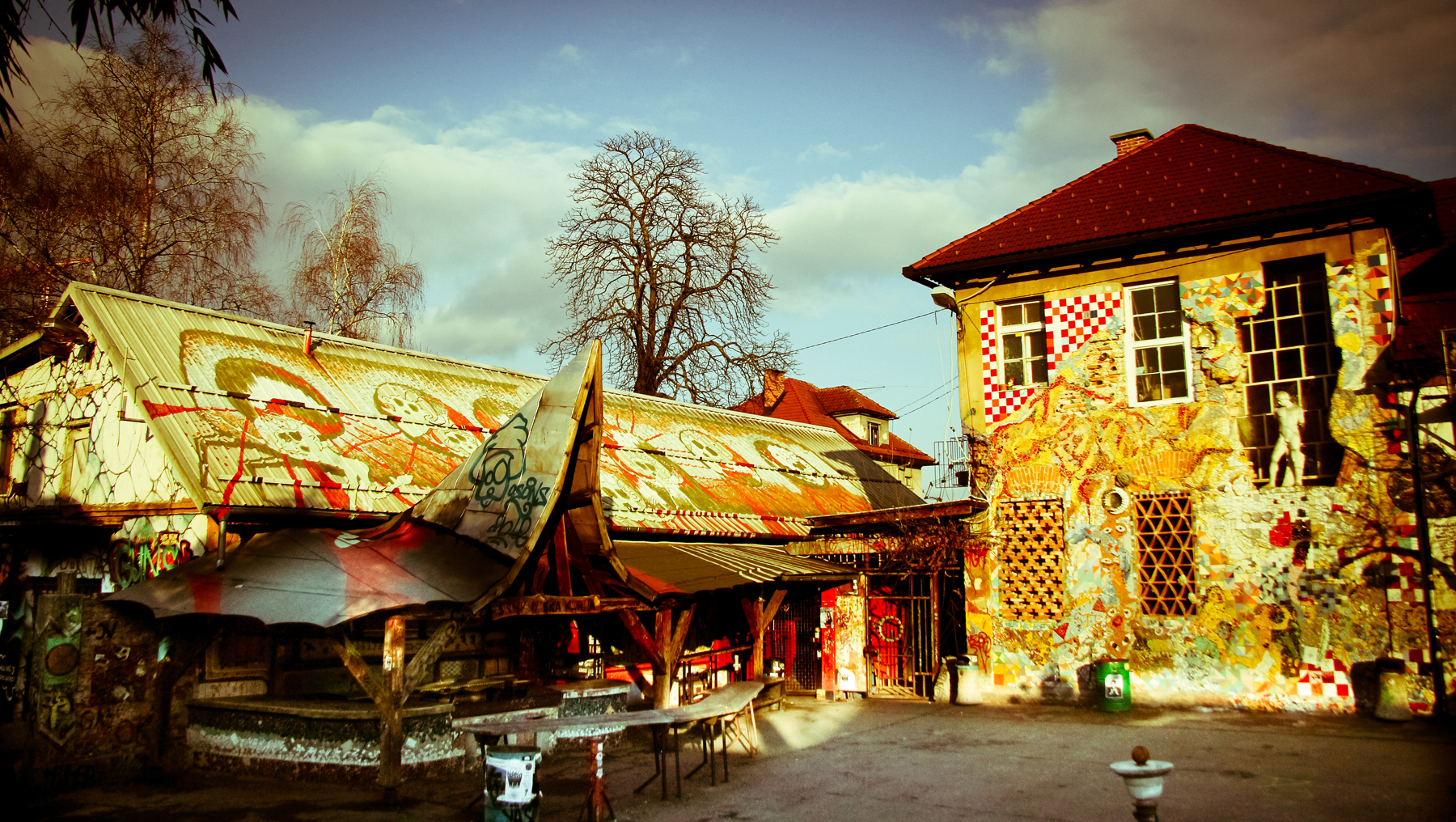
Metelkova bemalt (2012)

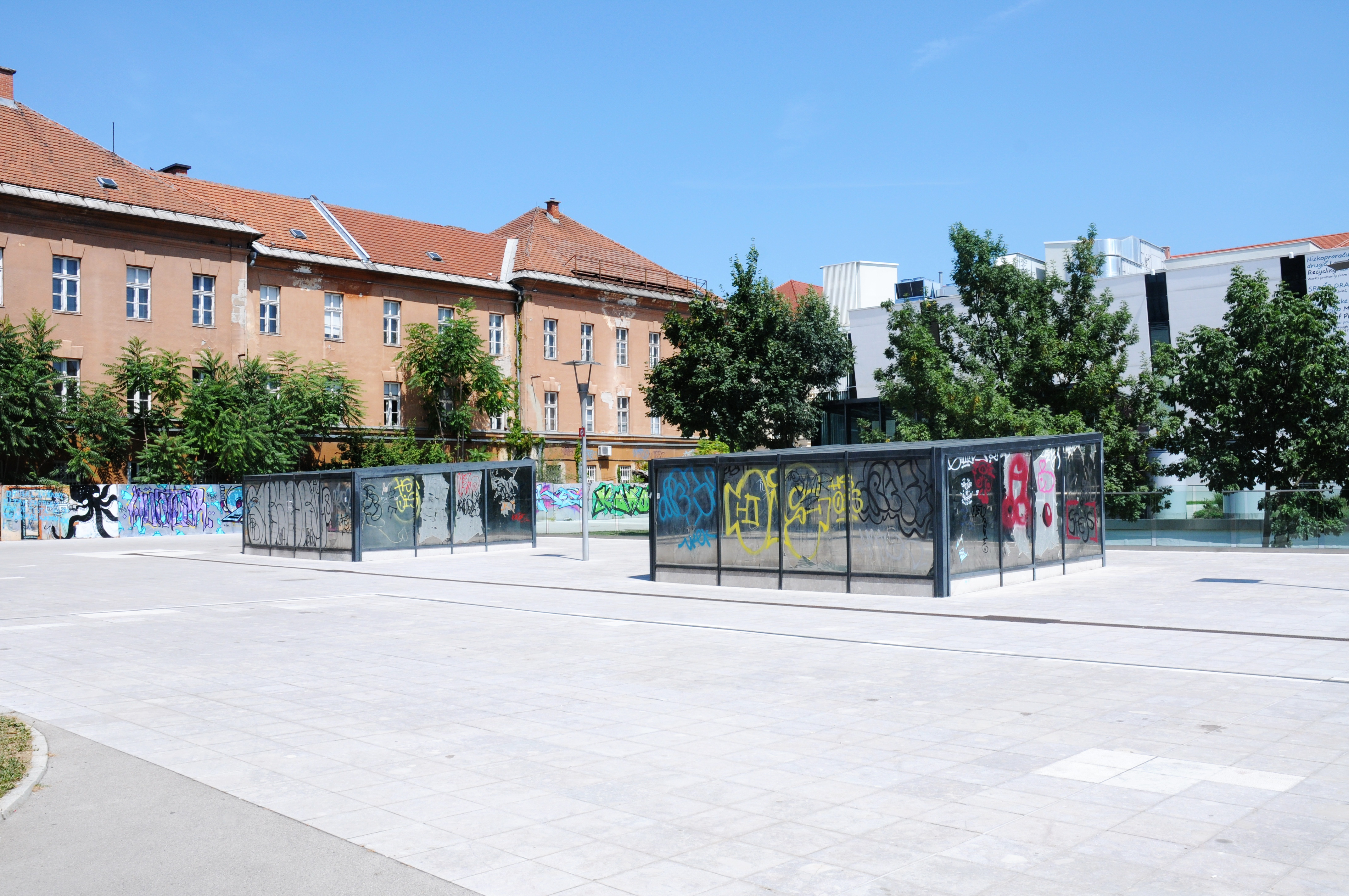
Platz vor dem Muzej sodobne umetnosti Metelkova (Museum der zeitgenössischen Kunst Metelkova).

Das Avtonomni kulturni center Metelkova mesto (deutsch etwa Autonomes kulturelles Zentrum Metelkova City), kurz Metelkova, ist ein autonomes Zentrum für Politik und Kultur im Zentrum der slowenischen Hauptstadt Ljubljana. Es liegt in unmittelbarer Nähe des Bahnhofs auf einem Gelände der ehemaligen Jugoslawischen Volksarmee, die dort in der sogenannten Belgischen Kaserne stationiert war. Nach dem Slowenischen Unabhängigkeitskrieg und dem anschließenden Abzug der Armee wurde das Areal 1993 zu einer Art Freizone, einem von Künstlern, Musikern, Galeristen, Veranstaltern und Sozialarbeitern besetzten Gebiet. Nach dem Rechtsruck 1991 sollte das Gelände in eine Autoparkzone umgewidmet werden. Als Konsequenz und infolge beginnender Abreißarbeiten wurden am 10. September 1993 die schon recht devastierten Gebäude besetzt. Das Gelände besteht aus sieben Gebäuden und hat eine Fläche von 12.500 m².

## Veranstaltungen und Projekte
In der Metelkova gibt es regelmäßig Veranstaltungen und eine große Auswahl an Projekten. Diese beinhalten eine Kunstgalerie, ein Hostel, Bars, Studios, Raum für Designer sowie Büros für die kulturelle Planung und Organisation. Außerdem finden regelmäßig Konzerte mit unterschiedlicher Live-Musik statt. Dabei reicht das angebotene Musikspektrum von Free Jazz, Heavy Metal, Punk über Noise bis hin zu Dub und Techno.
Als es zunehmend auch LGBT- und antirassistische Aktivitäten unterstützte und entsprechende Projekte beheimatete, wurde die Metelkova 1994 zur Zielscheibe von Nazi-Skinheads.

## Klubs und Bars
In der Metelkova gibt es mehrere Klubs und Bars. Der größte Klub ist die Gala Hala, wo oft Veranstaltungen und Konzerte stattfinden. Daneben befindet sich das Channel Zero, wo Veranstaltungen eher auf ein Publikum aus der Gothic- und EBM-Szene ausgerichtet sind, beispielsweise das allmonatliche EBM-Event HellEctro. Andere Klubs sind Gromka, Menza pri Koritu und der Klub Tiffany für Homosexuelle. In der Mitte der Metelkova befindet sich eine kleinere Bar, Jalla Jalla. Bei höheren Temperaturen findet sich die Mehrheit der Metelkova-Besucher im Freien.

## Abriss eines Gebäudes
Am 2. August 2006 ließ das Inspektorat für Umwelt- und räumliche Planung eines der Gebäude, bekannt als die „kleine Schule“, unter starkem Polizeieinsatz abreißen, nachdem einige zuvor gestartete Versuche fehlgeschlagen waren. Die Besetzer entschlossen sich kurz darauf, eine neue Schule am Platz der alten Schule zu bauen. Bewusst wurde die neu errichtete Schule nicht wieder kleine Schule genannt, sondern bekam nun den symbolischen Namen „Primary School“ (deutsch: Grundschule), um zu zeigen, dass die Metelkova sowohl politisch als auch kulturell gewachsen ist und sich über die Jahre weiterentwickelt hat. Dennoch wird die Autonomie der Metelkovas beibehalten.